# Theobald Böhm
Theoblad Böhm (9 d'abril de 1794 - 25 de novembre de 1881) fou un inventor i músic bavarès, el qual perfeccionà la flauta travessera moderna i el seu sistema de digitació, que no havia canviat en molt de temps. A més, fou un virtuós flautista, Músic de la Cort de Bavària i un famós compositor per aquest instrument.
Nascut a Múnic, Alemanya, Böhm aprengué ràpidament de son pare el negoci de l'orfebreria. Després de fabricar la seva pròpia flauta la va dominar tan ràpidament que als divuit anys entrà en una orquestra, i amb vint-i-un ja era primera flauta de la Reial Orquestra Bavaresa. Mentrestant, anava experimentant amb flautes de diferents materials fetes per ell mateix, com fustes dures tropicals, argent, or, níquel i coure, i diferents posicions dels forats.
Després d'estudiar acústica a la Universitat de Múnic començà a modificar l'estructura de les seves flautes, el 1832. El 1847 patentà el nou sistema de digitació i mostrà la nova flauta el 1851 a l'Exhibició de Londres. El 1871 publicà Die Flöte und das Flötenspiel (La flauta i el seu art), que comprenia un tractat d'acústica i aspectes tècnics i artístics de l'ús de la nova flauta.
També feu de professor de música tenint entre els seus alumnes el que més tard serien famosos violinistes Heinrich Wilhelm Ernst, i Ludwig Strauss (1835-1899) i els flautistes Carl Wehner, Rudolf Tillmetz (1847-1915).